# Sukcesja w zarządzaniu kapitałem ludzkim
Proces planowania i przygotowywania potencjalnych pracowników do objęcia kluczowych stanowisk w organizacji. Obejmuje działania mające na celu identyfikację przyszłych liderów, ich rozwój, a także zapewnienie płynności operacyjnej poprzez przygotowanie kandydatów do przejęcia istotnych funkcji. Proces sukcesji stanowi odpowiedź na potrzebę utrzymania ciągłości działania firmy w sytuacjach takich jak przejście na emeryturę, awanse czy inne zmiany personalne.

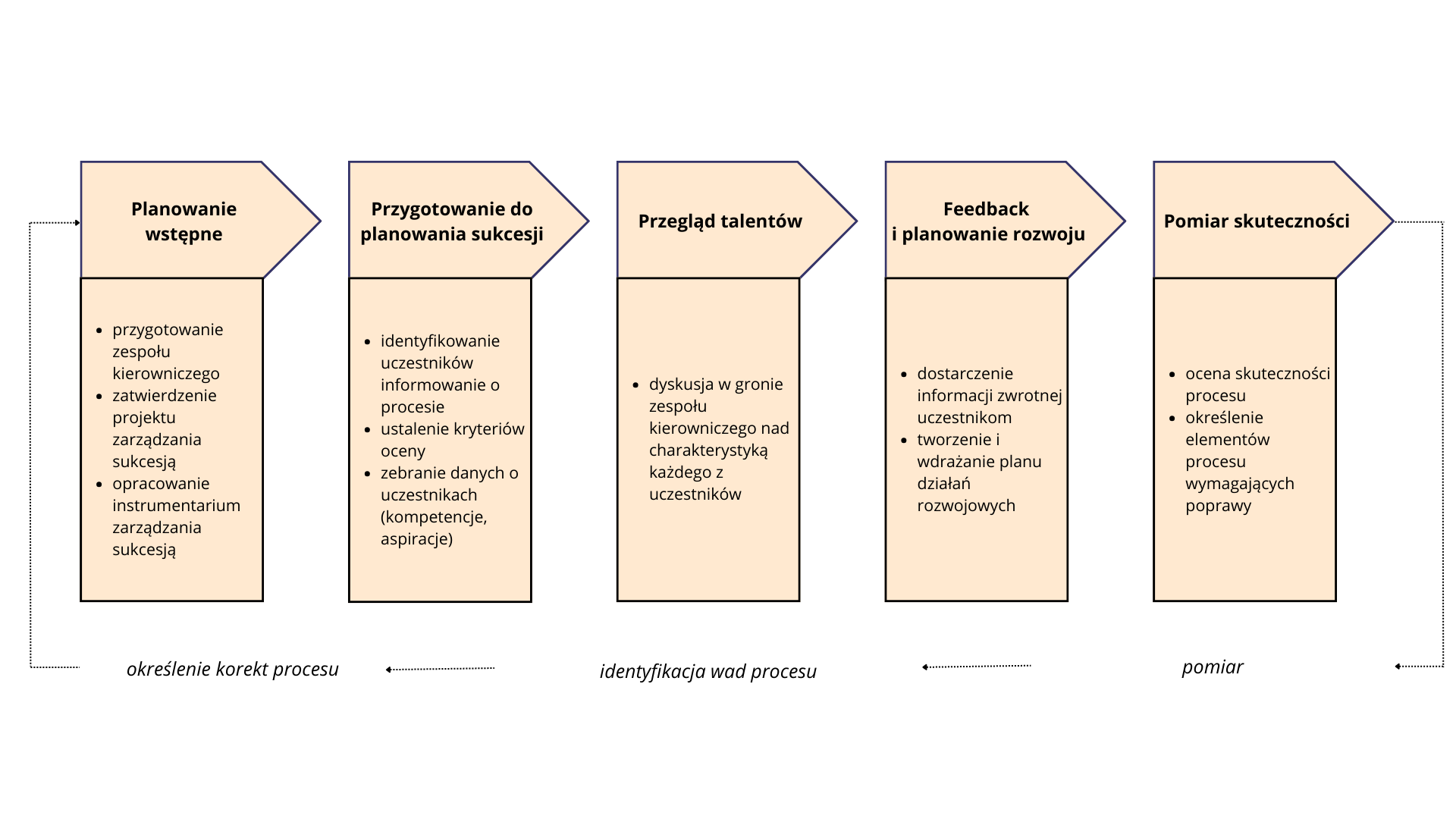
Fazy procesu planowania sukcesji w organizacji

## Uwarunkowania sukcesji
Wdrożenie skutecznego planowania sukcesji zależy od kilku czynników. Wśród nich wymienia się m.in.:
- Analizę struktury wiekowej zespołu oraz przewidywanie zmian demograficznych w organizacji.
- Określenie jasnych kryteriów oceny kandydatów do sukcesji, uwzględniających zarówno kompetencje, jak i potencjał rozwojowy.
- Utrzymywanie komunikacji z pracownikami na temat celów i zasad procesu sukcesji[1][2].

## Fazy procesu planowania sukcesji w organizacji

### 1. Planowanie wstępne
Proces sukcesji rozpoczyna się od opracowania planu działania, który obejmuje ustalenie celów oraz zidentyfikowanie ról i funkcji wymagających sukcesji. Na tym etapie określa się także przyszłe wyzwania, z jakimi może zmierzyć się organizacja, co pozwala na dostosowanie planów sukcesji do zmieniających się warunków. Refleksja nad celami organizacji i analizowanie potrzeb kadrowych są istotne dla skutecznego zarządzania sukcesją. Ustalenie kryteriów sukcesji, harmonogramu działań oraz liczby uczestników programu ma decydujący wpływ na dalsze etapy procesu.

### 2. Przygotowanie do planowania sukcesji
W tej fazie określa się kryteria oceny potencjalnych sukcesorów, które powinny być ściśle powiązane z celami organizacyjnymi oraz potrzebami w zakresie kompetencji. Kessler (2002) zaleca, aby kryteria te koncentrowały się na przywództwie, a nie tylko na bieżących wynikach pracy. Równocześnie należy przeprowadzić identyfikację pracowników, którzy mają potencjał do objęcia przyszłych ról, oraz rozpoznać ich aspiracje zawodowe. Na podstawie wcześniej ustalonych kryteriów przeprowadza się działania diagnostyczne, mające na celu ocenę profilu kompetencyjnego uczestników.

### 3. Przegląd talentów
Zespół kierowniczy dokonuje przeglądu wytypowanych pracowników, analizując ich mocne i słabe strony oraz ich potencjał do dalszego rozwoju. Hills (2008) wprowadza model oceny 3C, który skupia się na fachowości (competence), umiejętnościach społecznych (connection) i zgodności wartości osobistych z organizacyjnymi (culture). W tym etapie można także angażować zewnętrznych ekspertów, którzy wspierają ocenę kompetencji. Zespół ustala ostateczny skład puli talentów, które będą rozwijane w dalszym procesie sukcesji.

### 4. Informacja zwrotna i planowanie rozwoju
Uczestnicy procesu sukcesji otrzymują informacje zwrotne na temat swoich mocnych i słabych stron oraz oczekiwań organizacji. Na podstawie tych informacji opracowywane są zindywidualizowane plany rozwoju. Greenhaus, Callanan i Godshalk (2010) podkreślają znaczenie takich cech jak umiejętność uczenia się na błędach, gotowość do przewodzenia zmianom i podejmowanie odpowiedzialności za swoje działania. Te cechy są ważne w planach rozwoju sukcesorów, którzy muszą być przygotowani na wyzwania związane z nowymi obowiązkami.

### 5. Pomiar skuteczności
Ostatnia faza procesu sukcesji obejmuje monitorowanie skuteczności działań i wprowadzanie niezbędnych korekt. Na podstawie ustalonych wskaźników ocenia się postępy sukcesorów oraz identyfikuje obszary wymagające poprawy. Regularna analiza procesu sukcesji pozwala na jego dostosowywanie do zmieniających się potrzeb organizacji oraz zmiennych warunków rynkowych.

## Wpływ sukcesji na organizacje
Sukcesja pozwala organizacjom na lepsze przygotowanie się na przyszłe zmiany w składzie kadry zarządzającej i kluczowych specjalistów, minimalizując ryzyko przerwania ciągłości działania. Wdrożenie procesów sukcesji może także przyczyniać się do wzmocnienia zaangażowania i motywacji pracowników poprzez zapewnienie im perspektyw rozwoju kariery w strukturach organizacji.

## Zastosowanie matrycy umiejętności i modelu kompetencyjnego w sukcesji
W procesie sukcesji w zarządzaniu kapitałem ludzkim ważne jest wykorzystanie narzędzi takich jak matryca umiejętności oraz model kompetencyjny. Matryca umiejętności służy do szczegółowej analizy i identyfikacji luk kompetencyjnych pracowników, co umożliwia bardziej efektywne planowanie działań rozwojowych. Dzięki temu narzędziu, organizacje mogą precyzyjnie określić, które umiejętności są już na odpowiednim poziomie, a które wymagają dalszego rozwijania u potencjalnych sukcesorów.
Model kompetencyjny, z kolei, pozwala na dopasowanie oczekiwań wobec pracowników do przyszłych ról i odpowiedzialności. W kontekście sukcesji, model ten jest przydatny przy ocenie potencjalnych sukcesorów, ponieważ uwzględnia bieżące kompetencje, ale także umiejętności interpersonalne, przywódcze i adaptacyjne, które będą niezbędne na przyszłych stanowiskach. Jak wskazują Kessler (2002) oraz Hills (2008), kryteria oceny powinny obejmować nie tylko wyniki pracy, ale także zdolności przywódcze, społeczne oraz zgodność wartości osobistych z kulturą organizacyjną.
Włączenie matrycy umiejętności do faz procesu sukcesji, takich jak przegląd talentów oraz planowanie rozwoju, umożliwia dokładniejsze dopasowanie programów szkoleniowych do indywidualnych potrzeb sukcesorów. Natomiast model kompetencyjny pozwala na systematyczną ocenę rozwoju pracowników oraz na utrzymanie wysokiej przejrzystości procesu sukcesji, poprzez jasne i zrozumiałe kryteria wejścia do programu i planów dalszego rozwoju. Dzięki połączeniu tych narzędzi z procesem sukcesji, organizacje są w stanie lepiej przygotować swoich pracowników do pełnienia przyszłych funkcji i minimalizować ryzyko związane z nagłymi zmianami personalnymi.

## Znaczenie sukcesji
Planowanie sukcesji jest istotne z punktu widzenia zmian demograficznych i sytuacji na rynku pracy. W Polsce, na przykład, prognozuje się, że do 2025 roku może zabraknąć około 1,5 miliona pracowników z powodu starzenia się populacji oraz zmniejszenia liczby młodych pracowników wchodzących na rynek. W kontekście tych zmian, sukcesja staje się narzędziem pozwalającym na utrzymanie stabilności kadrowej i ciągłości działania organizacji.